# John y Lorena Bobbitt

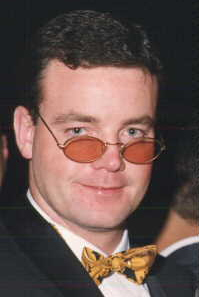
John Bobbitt.

John Wayne Bobbitt (Búfalo, Nueva York, 23 de marzo de 1967) y Lorena Leonor Bobbitt (de soltera Lorena Gallo; Bucay, Ecuador, 18 de junio de 1970) fue un matrimonio —casados el 18 de junio de 1989— que se hizo famoso en 1993 (pues su caso, llegó a tener cobertura internacional, dado que se trató de un caso inédito) por el incidente ocurrido en Manassas, Virginia, el 23 de junio de 1993 en que Lorena cortó el pene de John con unas tijeras mientras este dormía.El pene se pudo reimplantar quirúrgicamente con éxito.
Lorena, era una inmigrante ecuatoriana, quien era el principal sostén de la familia en esa época.

## Arrestos y juicios
Lorena Bobbitt fue arrestada la noche del 23 de junio, cuando afirmó, contándole a la policía, cómo su esposo John, (un guardaespaldas de bar y exinfante de marina de los Estados Unidos),  "siempre se preocupa y tiene sus propios orgasmos, y nunca espera a que yo tenga uno. Es egoísta". [cita requerida] Esta conversación con el detective Peter Weintz fue grabada, y la transcripción fue leída más tarde en el juicio por Mary Grace O'Brien, la fiscal adjunta de la “Mancomunidad del Condado del Príncipe William” que procesaba a Lorena. [cita requerida] Esta afirmó que la había violado y abusado de ella durante años. 
Según Lorena Bobbitt, la noche del suceso su marido llegó borracho y la violó; la motivación de su acción se originó en que John la había sometido a humillaciones y maltratos continuos desde un inicio y esa noche, su mente súbitamente se desquiciará debido a su última vejación. John fue acusado de violación ese mismo año, pero luego fue absuelto de todos los cargos que se le hizo en dicha oportunidad.
John, posteriormente, protagonizaría dos películas pornográficas, después de que su pene recobrara todas sus funciones.[cita requerida]
Al año siguiente, Lorena fue absuelta del cargo de agresión física con que actuó contra su esposo, arguyendo que había pasado por un trauma severo, llamado en derecho,  "demencia temporal."[cita requerida]
Durante el juicio, los Bobbitt revelaron detalles de su volátil relación y los eventos que llevaron a que se diera la agresión. Lorena declaró que John había abusado sexual, física y emocionalmente de ella durante su matrimonio, alegando que varias veces, él había hecho alarde de sus infidelidades y que inclusive, en una ocasión la había obligado a abortar. Sus abogados defensores, entre los que se encontraba el abogado defensor Blair D. Howard, sostuvieron que el abuso constante de John finalmente, provocó que a Lorena se le "disparara" un factor de autodefensa psíquico (como cuando esa su acción de tratar de defenderse, el individuo entra en el modo, psicológico descrito como: “O huyes o luchas,” estado que ya no depende de uno, sino que esta, actúa de una manera mecánica, automática, de acuerdo a nuestros sistemas de defensa más primitivos, en los cuales, la consciencia ya no funciona; situación que en esa oportunidad, se tradujo en un hecho, en que ella actuó físicamente en forma agresiva contra su agresor, en este caso: Cortándole el pene), porque sufría de depresión clínica y un posible episodio de trastorno de estrés postraumático (TEPT), debido al abuso permanente al que ella había sido sometida. [cita requerida] John negó las acusaciones de abuso; sin embargo, cuando fue interrogado por Howard, sus declaraciones a menudo entraban en conflicto con los hechos conocidos, lo que debilito gravemente el caso de la fiscalía. [cita requerida]
Lorena testificó que John la había violado y maltratado físicamente en múltiples ocasiones antes de la noche del incidente. Que carecían de estabilidad financiera debido a la irresponsabilidad de él, y que John, frecuentemente le había robado y se había gastado las entradas económicas de ella. Tanto la fiscalía como la defensa admitieron que John había demostrado un historial de abuso hacia su esposa y que este abuso creó un contexto para que se diera la agresión. Los peritos de ambas partes declararon que "él la había maltratado mental y físicamente; que los abusos iban en aumento; y que, para 1993, Lorena vivía con un miedo constante de él."[cita requerida] La estrategia de la defensa enfatizó que la acción de Lorena era una mezcla de defensa propia y locura temporal que constituía un "impulso irresistible" debido a la historia y el patrón de abuso y violación a través del tiempo.
Un testigo experto testificó que "Lorena creyó reales esas amenazas y que debido a ellas, ella quedó inmovilizada psicológicamente por las amenazas de John: 'Siempre podré encontrarte, ya sea que estemos divorciados o separados. Y donde sea que te halle, tendremos sexo todo lo que se me antoje.' "[cita requerida]
Más tarde, John fue absuelto de agresión sexual marital por un jurado de nueve mujeres y tres hombres.[cita requerida] Dio múltiples versiones de lo que había sucedido esa noche en cuestión, relatando en varias ocasiones a la policía y al tribunal que "no habían tenido relaciones sexuales; que Lorena había intentado iniciar el sexo, pero que él estaba demasiado cansado para estar tan deseoso; que sí habían tenido relaciones sexuales, pero que él había dormido durante todo el proceso; aunque él sí reconoció que el sexo había sido consensuado."[cita requerida]
Después de siete horas de deliberación, el jurado declaró a Lorena no culpable debido a que la demencia temporal, que su violación había producido, fue la que causó un impulso irresistible de herir sexualmente a John. En consecuencia, no podía ser considerada responsable de sus actos.[cita requerida] De acuerdo a la ley estatal, el juez ordenó que Lorena se sometiera a un período de evaluación de 45 días en el Hospital Estatal Central de Petersburg, después del cual sería dada de alta. En 1995, después de seis años de matrimonio, John y Lorena finalizaron su divorcio.[cita requerida]

## Después del incidente
Lorena, como consecuencia de esta experiencia negativa que sufriera, inició una fundación para víctimas de abuso doméstico. Ella preside esta organización, Lorena Gallo Foundation, dedicada a conseguir recursos para estas mujeres víctimas, maltratadas (y sus hijos) que buscan ayuda psicológica y social. Lorena se divorció de John Bobbitt en 1995, después de seis años de matrimonio.
John Wayne Bobbitt, aprovechó la fama que le dio el incidente. Tras operarse para reimplantarse el pene, se dedicó un breve tiempo al cine porno. El pene fue reinsertado por los doctores James T. Sehn y David E. Berman, en una operación que duró nueve horas y media. Posteriormente a su divorcio, John ha sido denunciado en varias ocasiones por episodios de violencia doméstica. También fue condenado por su implicación en el robo de 50.000 dólares en ropa de una tienda. En 1994, fue declarado culpable de diversos cargos contra su prometida, Kristina Elliott, y sentenciado a 15 días de cárcel.
Aunque Lorena le dijo a Oprah Winfrey en abril de 2009 que no tenía ningún interés en hablar con John, ambos aparecieron juntos en el programa The Insider, programa de noticias de celebridades y farándula de la CBS, en mayo de 2009. Fue su primera reunión desde su divorcio en 1995.
En el programa, John se disculpó con su exesposa, por la forma en que la trató durante su matrimonio, y Lorena afirmó que John aún la amaba, porque no ha dejado de enviarle tarjetas del Día de San Valentín, mensajes de texto y flores.